# Oberea davaoensis
Oberea davaoensis är en skalbaggsart som beskrevs av Stefan von Breuning 1962. Oberea davaoensis ingår i släktet Oberea och familjen långhorningar.
Artens utbredningsområde är Filippinerna. Inga underarter finns listade i Catalogue of Life.